# Енчец
Енчец е село в Южна България. То се намира в община Кърджали, област Кърджали.

## География
Село Енчец е разположено в планински район. Намира се на 4 km от град Кърджали.

## Население
Численост и дял на етническите групи според преброяването на населението през 2011 г.:
|                     | Численост | Дял (в %) |
| Общо                | 341       | 100,00    |
| Българи             | 4         | 1,17      |
| Турци               | 326       | 95,60     |
| Цигани              | 0         | 0,00      |
| Други               | 0         | 0,00      |
| Не се самоопределят | 0         | 0,00      |
| Неотговорили        | 8         | 2,34      |

## Обществени институции
В селото има училище - ОУ „Св. св. Кирил и Методий“, което има капацитет от 150 ученика.